# Potaje Gitano de Utrera

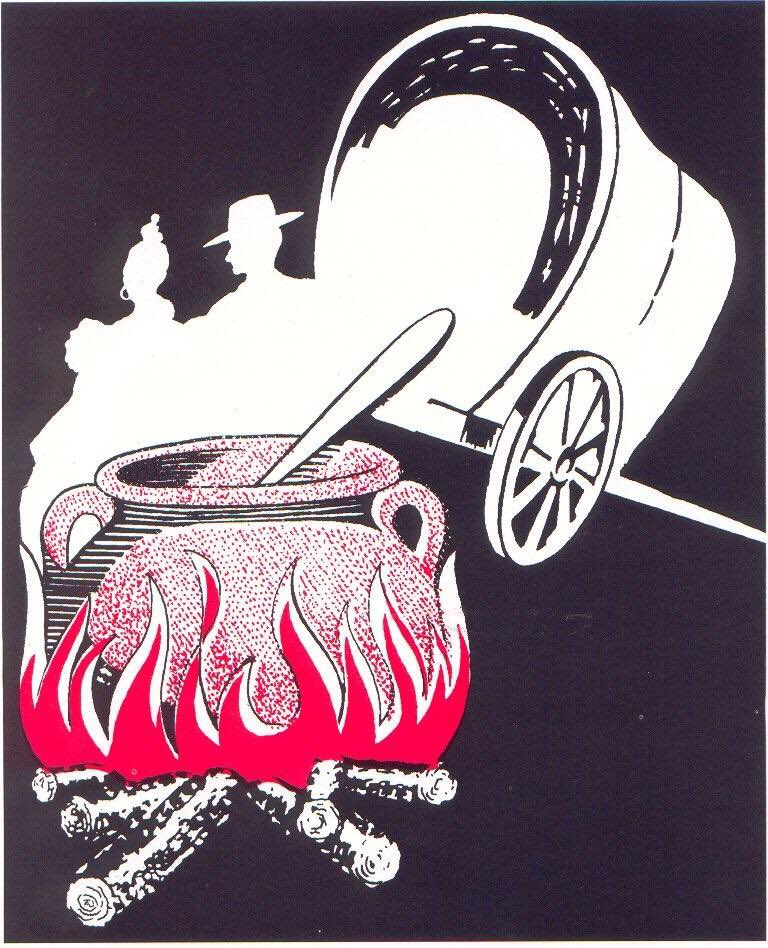
Logotipo del Potaje Gitano de Utrera

El Potaje Gitano de Utrera es un festival de música flamenca que se da en la ciudad sevillana de Utrera (España) desde 1957, lo que la convierte en el festival más antiguo de flamenco. Fue fundado por la Hermandad de los Gitanos de Utrera como una celebración realizada tras la primera salida procesional de la madrugada del Viernes Santo.
El Potaje de Utrera sirvió de modelo para otros tantos festivales de música andaluza: la Caracolá de Lebrija (desde 1966), el Gazpacho Andaluz en Morón (1963), Festival de Cante Jondo de Mairena del Alcor (1962) o la Yerbabuena de Las Cabezas. En 1967, el Potaje de Utrera fue declarado como Fiesta de Interés Turístico Nacional.

## Historia
El primer Potaje se celebró el 15 de mayo de 1957 como una reunión de la Hermandad Gitana de Utrera, formada dos años antes. En la madrugada del Viernes Santo, salió por primera vez la hermandad con un solo paso, el del Cristo de la Buena Muerte. La procesión fue memorable; tanto así que el Mayordomo, Andrés Jiménez, propuso celebrarla con una comida. El dueño del Bar Onuba preparó un «potaje de frijones con muchos ajos», el cual se sirvió en la Caseta del Tiro al Plato (Paseo de Consolación) acompañado de vino tinto, naciendo así el «Potaje Gitano». Contó con alrededor de 60 comensales y un puñado de artistas, entre los cuales, Diego el del Gastor, El Perrate, El Cuchara, Gaspar de Utrera, Manuel de Angustias y José el de la Aurora –padre de Fernanda y Bernarda—. Después de comer se inició una gran fiesta flamenca, que supuso el inicio de una larga tradición que ha consolidado el evento como uno de los más importantes del género. Se cuenta que el potaje fue servido con cucharas de palo, por lo que cada año se regalan cucharas de palo.
La decimoquinta edición, ocurrida en 1971, quedó registrada en el álbum XV Potaje gitano de Utrera en directo. Fue uno de los años más memorables, dedicado a Manolo Caracol, asimismo uno de los fundadores del Potaje. La edición de 1999 estuvo a punto de no celebrarse, porque un día antes, un funcionario de la SGAE había denunciado a la Hermandad por impago.
A partir de 2016 se comenzó también el Potaje Gitano Infantil de Utrera. El cartel lo abrió la joven artista Reyes Carrasco, nacida en Los Palacios y Villafranca en 2006. También participaron los nietos de Niño Jero, y alumnos de la Escuela de Arte de la Fundación Alalá.

## Evento
La comida tiene lugar en el Colegio Salesiano de Utrera. El menú incluye una tapa de aceitunas, el potaje de frijones que le da nombre al evento, pan y vino tinto o cerveza de la casa Cruzcampo, patrocinadora del evento.

## Ediciones
| Año  | Fecha                              | Edición                            | Homenaje a                         |
| ---- | ---------------------------------- | ---------------------------------- | ---------------------------------- |
| 1957 | 15 de mayo                         | I                                  | sin                                |
| 1959 | 26 de junio                        | III                                | sin                                |
| 1960 | 25 de junio                        | IV                                 | sin                                |
| 1961 | 24 de junio                        | V                                  | sin                                |
| 1962 | 30 de junio                        | VI                                 | Antonio Mairena                    |
| 1963 | 15 de junio                        | VII                                | Concepción de la Sena              |
| 1964 | 4 de julio                         | VIII                               | La Serneta                         |
| 1965 | 26 de junio                        | IX                                 | Rosario del Colorao                |
| 1966 | 19 de junio                        | X                                  | Manuel Torre                       |
| 1967 | 17 de junio                        | XI                                 | Pastora Imperio                    |
| 1968 | 26 de junio                        | XII                                | Fernanda y Bernarda                |
| 1969 | 28 de junio                        | XIII                               | Manuel Mairena                     |
| 1970 | 27 de junio                        | XIV                                | Pinini                             |
| 1971 | 26 de junio                        | XV                                 | Manolo Caracol                     |
| 1972 | 1 de julio                         | XVI                                | Lola Flores y El Pescaílla         |
| 1973 | 30 de junio                        | XVII                               | A la memoria de Manolo Caracol     |
| 1974 | 29 de junio                        | XVIII                              | Curro Romero                       |
| 1975 | 29 de junio                        | XIX                                | Miguel Vargas Jiménez 'Bambino'    |
| 1976 | 4 de septiembre                    | XX                                 | Rocío Jurado                       |
| 1977 | 7 de septiembre                    | XXII                               | Gracia Montes                      |
| 1978 | 24 de junio                        | XXI                                | Juana Reina                        |
| 1979 | 30 de junio                        | XXIII                              | Manuel De Angustias                |
| 1980 | 28 de junio                        | XXIV                               | Enrique Montoya                    |
| 1981 | 27 de junio                        | XXV                                | Antonio Mairena                    |
| 1982 | 4 de septiembre                    | XXVI                               | El Lebrijano                       |
| 1983 | 2 de julio                         | XXVII                              | Matilde Coral y Rafael El Negro    |
| 1984 | 4 de julio                         | XXVIII                             | Curro Durán                        |
| 1985 | 20 de julio                        | XXIX                               | Manuela Carrasco                   |
| 1986 | 11 de julio                        | XXX                                | Rafael de Paula                    |
| 1987 | 20 de julio                        | XXXI                               | Chiquetete                         |
| 1988 | 25 de julio                        | XXXII                              | Hdad. del Rocío de Triana          |
| 1989 | 24 de junio                        | XXXIII                             | Francisco Escobar Gallego          |
| 1990 | 14 de julio                        | XXXIV                              | El Perrate y La Perrata            |
| 1991 | 29 de junio                        | XXXV                               | El Maestro Solano                  |
| 1992 | 26 de junio                        | XXXVI                              | Cruzcampo                          |
| 1993 | 26 de junio                        | XXXVII                             | Jesús Antonio Pulpón               |
| 1994 | 25 de junio                        | XXXVIII                            | Osborne y Cia. S.A.                |
| 1995 | 24 de junio                        | XXXIX                              | Marifé de Triana                   |
| 1997 | 21 de junio                        | XLI                                | El Turronero                       |
| 1998 |                                    | XLII                               |                                    |
| 1999 | 25 de junio                        | XLIII                              | José Mercé                         |
| 2000 | 30 de junio                        | XLIV                               | Cristina Hoyos                     |
| 2001 | 30 de junio                        | XLV                                | Curro de Utrera                    |
| 2002 |                                    | XLVI                               |                                    |
| 2003 | 28 de junio                        | XLVII                              | Manuel Copete “La Alondra”         |
| 2004 | 26 de junio                        | XLVIII                             | Alejandro Sanz                     |
| 2005 | 25 de junio                        | XLIX                               | Lolita Flores                      |
| 2006 | 1 de julio                         | L                                  | Raphael                            |
| 2007 | 30 de junio                        | LI                                 | Joaquín Cortes                     |
| 2008 | 28 de junio                        | LII                                | Isabel Pantoja                     |
| 2009 | 27 de junio                        | LIII                               | Rivera Ordóñez                     |
| 2010 | 3 de julio                         | LIV                                | Fernanda y Bernarda                |
| 2011 | 25 de junio                        | LV                                 | Juan Habichuela                    |
| 2012 | 30 de junio                        | LVI                                | Moraito Chico                      |
| 2013 | 29 de junio                        | LVII                               | Pepa de Utrera                     |
| 2014 | 28 de junio                        | LVIII                              | Sara Baras                         |
| 2015 | 27 de junio                        | LIX                                | Los del Río                        |
| 2016 | 25 de junio                        | LX                                 | Paco de Lucía                      |
| 2017 | 24 de junio                        | LXI                                | Miguel Funi                        |
| 2018 | 30 de junio                        | LXII                               | Moncho                             |
| 2019 | 29 de junio                        | LXIII                              | Raimundo Amador                    |
| 2020 | Cancelado por la pandemia COVID-19 | Cancelado por la pandemia COVID-19 | Cancelado por la pandemia COVID-19 |
| 2021 | 26 de junio                        | LXV                                | El Pele                            |
| 2022 | 25 de junio                        | LXVI                               | María Jiménez                      |
| 2023 | 24 de junio                        | LXVII                              | Panquesito y Aurora Vargas         |
| 2024 | 29 de junio                        | LXVIII                             | Los Morancos                       |
| 2025 | 29 de junio                        |                                    | Pitingo                            |